# Jean-Luc Coudray
Pour les articles homonymes, voir Coudray.
Jean-Luc Coudray, né à Talence le 24 mars 1960, est un écrivain et auteur de bande dessinée et de strips français.

## Biographie
Frère jumeau de Philippe Coudray, avec qui il cosigne certains albums.
En 2007, il est candidat aux élections législatives dans la 1re circonscription de Gironde pour le Parti pour la décroissance.

### Romans, récits, nouvelles, textes courts, textes illustrés
- Les histoires de Monsieur Mouche, dessins de Jean Giraud/Mœbius, Hélyode, 1994
- La Famille immobile, L’Anabase, 1995
- Nona, L’Amourier, 1997
- Outrages à l’Évolution, L’Anabase, 1998
- Les Nouvelles Histoires de M. Mouche, Tao, 1998
- Dimitri Le Monstri, L’Anabase, 1999
- Citron, illustrations Gil, Tao, 2000
- 2001 après Jésus-Christ , dessin de Jean Giraud/Mœbius, Stardom, 2000
- Guide philosophique de l'Argent, Le Seuil (collection Points virgule), 2001 (avec dessins de l'auteur)
- Monsieur le Curé, L’Amourier, 2003
- Les Pulsions de M. André, L’Anabase, 2005
- Le Professeur Bouc, L'Arbre vengeur, 2005
- Les Deux Îles de Robinson, Bleu Autour, 2006
- Monsieur Mouche tomes 1 à 4, Zanpano, 2005 à 2007
- Erik le Rouge, Philippe Castells, 2007
- Dialogues avec Satan, L’Amourier, 2007
- Pensées truquées, L’Anabase, 2009
- Mister Tock. L'Amourier 2010
- Lettres d'engueulade, L'Arbre Vengeur, 2011, 2014
- Les métiers secrets de la bande dessinée (avec Emmanuel Reuzé), Boîte à Bulles, 2013
- Entre fous, L'Arbre Vengeur, 2014
- Tractatus biologico-metaphysicus, L'Anabase, 2014
- Cinq nuances de pirates, Zeraq, 2016
- Jésus l'apocryphe, L'amourier, 2016
- Océan cherche avenir, Zeraq, 2017
- Carnaval, peintures de Jonathan Bougard, Le petit véhicule, 2019.
- Chroniques terriennes, La Déviation, 2021

### Poésie
- Comme un I, Radis Noir, 1997
- Cosmos africain (avec Djoul), Zanpano 2008
- Je n'ai plus besoin de moi, L'Atelier de l'Agneau, 2012
- Des femmes, de l'eau, des frontières, (photographies de François Canard, Isabelle Garcia, Jean-Charles Rey), Agence de l'eau Adour-Garonne, 2014

### Essais
- Pour Hélène Mohone, avec Claude Chambard, Marie Delvigne et al., La Cabane
- L'Avenir est notre poubelle : L'alternative de la décroissance, Sulliver
- L'industrie de la dédicace, aux éditions PLG, 2016
- La propagande des objets familiers, La Déviation, 2020

### Scénarios de dessins d'humour
- Drôles de Manchots, dessin Philippe Coudray, Hachette, 1989
- Drôles de Chats, dessin Philippe Coudray, Hachette, 1990
- Drôles de Chiens, dessin Philippe Coudray, Libroport, 1993
- Drôles de Sangliers, dessin Philippe Coudray, Libroport, 1994
- Drôles de Manchots 2, dessin Philippe Coudray, Libroport, 1995
- La Lune nous tire la langue, dessin Gil, Tao, 2000
- L'Empereur nous fait marcher, dessin de Philippe Coudray, La boîte à bulles, 2006
- Les Primates nous font marcher. La Boîte à Bulles 2009
- Les Manchots sont de sacrés pingouins. La boîte à Bulles 2013

### Dessins de l'auteur
- Le guide philosophique du malade, Bethy, 1997
- Médecins, malades, thérapie mode d'emploi (avec le docteur Kerdaniel)

Béret et Casquette, La boîte à bulles (collection Contre-pied)
- Béret et Casquette tome 1, 2005
- Béret et Casquette tome 2, 2007
- Je suis heureux par vengeance (Anthologie), 2014

### Scénarios de bandes dessinées
- Séjour en Afrique, dessin d'Alain Garrigue, Rackham, 1989, réédité en 2009 avec une mise en couleur par Joël Alessandra.
- Théocrite, dessin Philippe Coudray :
  - Le bonheur au bout du fil, Hélyode, 1991.
  - Le prix du travail, Hélyode, 1993.
  - Époque à vendre, La boite à bulles, 2006.
- Nous sommes tous morts, dessin de Lewis Trondheim, L’Association, 1995
- Le Major et les extra-terrestres, photo-montage d'Emmanuel Reuzé, La Cinquième Couche, 2012.
- Portraits de fous. Eo 2015

### Textes jeunesse
- Le mouton Marcel, Milan, 1989
- L'Arbre et l'enfant. (illustrations Régis Lejonc), Edune, 2010
- Pensées à déplier (illustrations Vincent Mathy), Edune, 2010

### Ouvrages collectifs
- “La nouvelle bibliothèque” dans L’Or des Rayons. Andromède 1987
- Textes et dessins dans Rackham Poutch.  Rackham 1991
- 4 dessins dans Le Vin et la Gastronomie.  Papier Bavard 1990
- “Le Château René” dans Le cadeau. Opales 1992
- “Un mouton en ville” dans Mille ans de contes animaux.  Milan 1993 - 2007
- 60 dessins contre le G7 (un dessin). Atelier du Tayrac 1996
- “Les pointeurs” (BD) dans Paroles de Taule.  (scén. Corbeyran + collectif) Delcourt 2001
- 3 dessins dans "Les 35 heures, mon patron et moi".  Le Cherche-Midi 2001
- “Les 40 ans” (BD) dans M. le Menu. L’Association. 2005
- “Bordeaux, la ville hangar” dans Rumeurs de Ville - Certu. 2005
- “AIDS” dans Paroles de Sourds. (scén. Corbeyran + collectif) Delcourt 2005
- Le Jardin de l'éditeur (un texte). L'Amourier 2005
- “Les Raisons cosmologiques du Président Schreber.” dans Schreber Président. Fage 2006
- “Dialogues avec Dieu” (BD) et “Entrevue avec le diable" (BD - Dessin Philippe Coudray)
- dans Dieu et ses idoles. La Boîte à Bulles. 2006
- 3 dessins + couverture dans "Ciel, où sont passées mes lunettes ?".  Le Cherche-Midi 2006
- J'ai gagné à la literie (un dessin). Le Cherche-Midi 2008
- Amour & Désir (BD d'humour). La Boîte-à-Bulles 2008
- Aquitaine québec je me souviens (un récit). Le Castor Astral/L'instant même 2008
- "La poésie comme baptême" dans Pour Hélène Mohone. La Cabane 2009
- "La pieuvre" dans Un livre. Librairie Olympique 2009
- "Chute libre au Pyla" dans Lumières du Sud-Ouest. Le Festin, 2009
- “Les coteaux et leur clarté” dans Itinérances autour de Bordeaux. Ed. Sud-Ouest. 2011
- “L’effondrement culturel” dans Décroissance ou Barbarie. Ed. Golias 2011.
- “Un sacré sans contenu” dans Entropia. Ed. Parangon 2011.
- “La profession d’écrire” dans Autoportraits de l’auteur au travail - SGDL 2012
- “Lettre à Barbe bleue” dans Un pied deux nez - Ed. Cadavres exquis 2013
- Une planche dans “Détachez vos ceintures” - Ed. du Kyste 2013
- Une planche dans “L’humour contre l’exclusion”. Ed. Hugo- Desinge 2013
- "Le concept paquebot" dans Oh, ce sera beau ! -  Éd. Alcéane - Le Havre 2013
- "Le livre numérique n'est pas un livre" dans L'Assassinat des livres - Éd. L'Échappée 2015
- "Bilan" dans Le Bouquin de l'Humour de Jean-Loup Chiflet - Éd Robert Laffont 2015
- "Quand la parole se fait écriture" dans Le Quêteur de souffle - Éd. A l'index 2016
- "S comme Songeur" dans Dictionnaire amoureux de la librairie Mollat - Éd. Plon 2016
- "Du Feu que nous sommes" – Anthologie poétique – Abordo Édition, 2019

## Prix
- 1982 : Prix Paul Valéry de Poésie
- 1990 : Alph-Art coup de cœur du festival d'Angoulême pour Séjour en Afrique (avec Alain Garrigue)
- 1991 : As du Strip - Journal Sud-Ouest pour Béret et Casquette
- 2007 : Prix Lycéen de la BD d'humour pour Béret et Casquette (par les lycéens de Haute-Garonne)